# Copa Omar Bongo
La Copa Omar Bongo fue un torneo de fútbol a nivel de selecciones nacionales celebrado en Gabón en 1999 organizado por la UNIFFAC y contó con la participación de 6 selecciones nacionales afiliadas a la unión. Camerún y República Democrática del Congo no participaron en el torneo.
El anfitrión Gabón fue quien ganó el torneo tras ser el que hizo más puntos.

## Resultados
Todos los partidos se jugaron en el Estadio Omar Bongo en Libreville.
| País                     | J | G | E | P | GF | GC | GD | PTS |
| ------------------------ | - | - | - | - | -- | -- | -- | --- |
| Gabón                    | 5 | 4 | 1 | 0 | 8  | 0  | +8 | 13  |
| República Centroafricana | 5 | 3 | 0 | 2 | 13 | 8  | +5 | 9   |
| Chad                     | 5 | 3 | 0 | 2 | 9  | 6  | +3 | 9   |
| Congo                    | 5 | 2 | 2 | 2 | 5  | 7  | –2 | 7   |
| Guinea Ecuatorial        | 5 | 1 | 0 | 4 | 5  | 11 | –6 | 3   |
| Santo Tomé y Príncipe    | 5 | 1 | 0 | 4 | 2  | 10 | –8 | 3   |

| Equipo 1                 | Resultado | Equipo 2                 |
| ------------------------ | --------- | ------------------------ |
| Gabón                    | 4-0       | Guinea Ecuatorial        |
| Chad                     | 1-4       | República Centroafricana |
| Congo                    | 2-1       | Guinea Ecuatorial        |
| Chad                     | 5-0       | Santo Tomé y Príncipe    |
| República Centroafricana | 1-0       | Gabón                    |
| Congo                    | 0-2       | Chad                     |
| Santo Tomé y Príncipe    | 0-1       | Gabón                    |
| Guinea Ecuatorial        | 4-2       | República Centroafricana |
| Santo Tomé y Príncipe    | 0-1       | Congo                    |
| Chad                     | 1-0       | Guinea Ecuatorial        |
| Gabón                    | 0-0       | Congo                    |
| Santo Tomé y Príncipe    | 0-3       | República Centroafricana |
| República Centroafricana | 4-2       | Congo                    |
| Guinea Ecuatorial        | 0-2       | Santo Tomé y Príncipe    |
| Gabón                    | 2-0       | Chad                     |

## Campeón
| Copa Omar Bongo 1999 |
| -------------------- |
| Bandera de Gabón     |
| Gabón 1º Título      |